# 卡皮利亚斯
卡皮利亚斯，是西班牙卡斯蒂利亚-莱昂帕伦西亚省的一个市镇。 总面积18平方公里，总人口105人（2001年），人口密度6人/平方公里。